# گریتسایفکا
گریتسایفکا (انگلیسی: Gritsayevka) یک شهرک در شهرستان فیودوروفسکی استان باشقیرستان کشور روسیه است.